# Schorpioenvliegen (orde)
De schorpioenvliegen (Mecoptera) vormen een orde gevleugelde insecten met volledige gedaanteverwisseling die gevormd wordt door de familie van schorpioenvliegen en verwanten. Ter voorkoming van verwarring met de familie wordt de orde ook wel aangeduid als schorpioenvliegachtigen. 
Het doorslaggevende kenmerk voor deze orde is niet de schorpioenachtige, bolle stekel op de staart van de mannelijke exemplaren, maar de prominente verlenging van de kop met aan het uiteinde de monddelen. In het Duits worden de Mecoptera daarom ook wel Schnabelfliegen genoemd, wat in vertalingen weleens voor verwarring zorgt met snavelvliegen (Rhagionidae), hetgeen echter geheel andere dieren zijn. De wetenschappelijke naam Mecoptera betekent letterlijk vertaald lange (meco) vleugels (ptera). In Europa komen ongeveer 30 soorten voor, waarvan circa 8 in de Benelux.

## Taxonomie
Enkele families zijn:
- Hangvliegen of muggenhaften (Bittacidae)
- Eigenlijke schorpioenvliegen (Panorpidae)
- Sneeuwvlooien (Boreidae)

DNA-onderzoek toont aan dat vlooien (orde Siphonaptera) in feite zeer gespecialiseerde Mecoptera zijn, aangezien ze uit de sneeuwvlooien zijn voortgekomen. Dit maakt de orde Mecoptera parafyletisch.

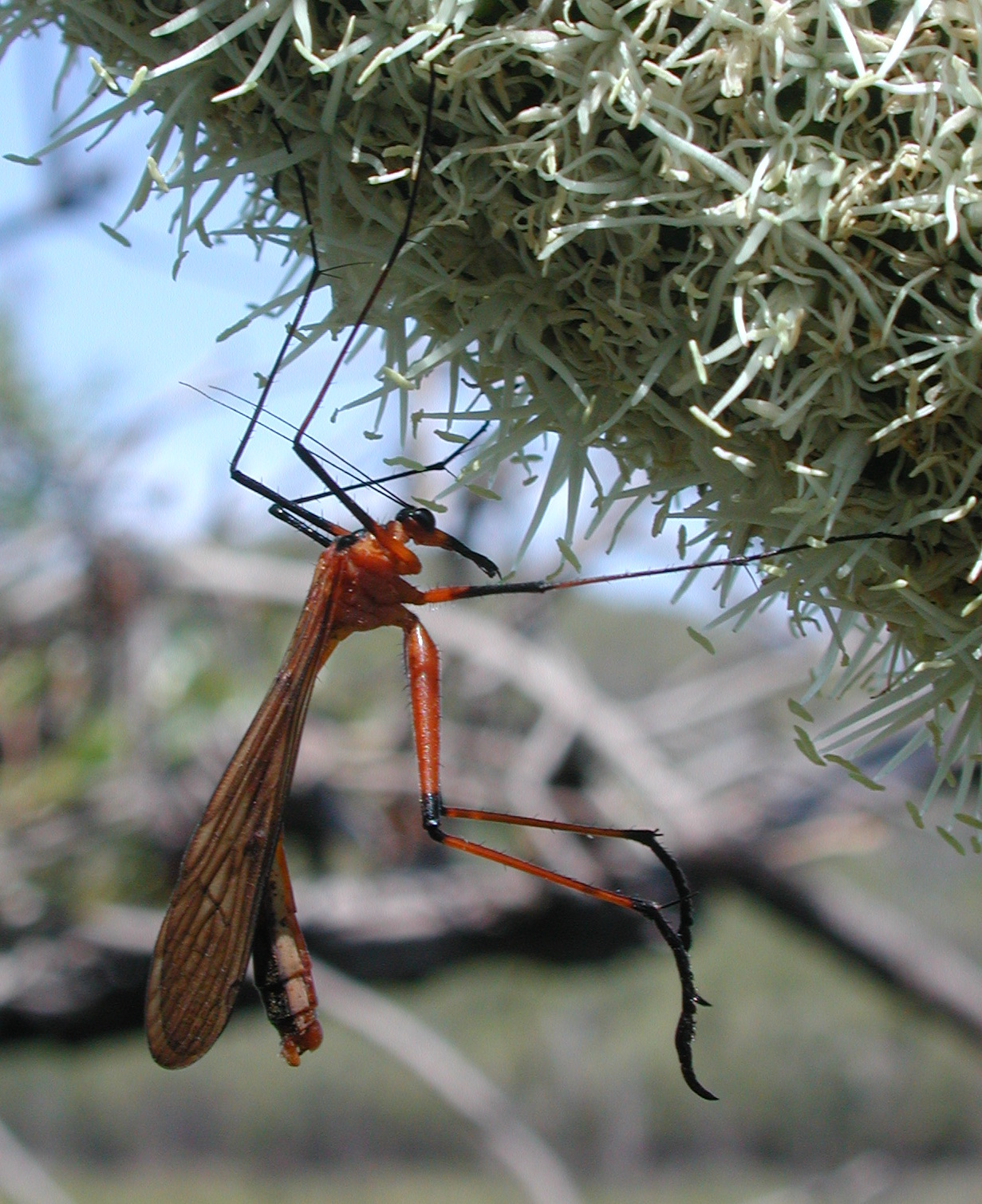
Hangvlieg
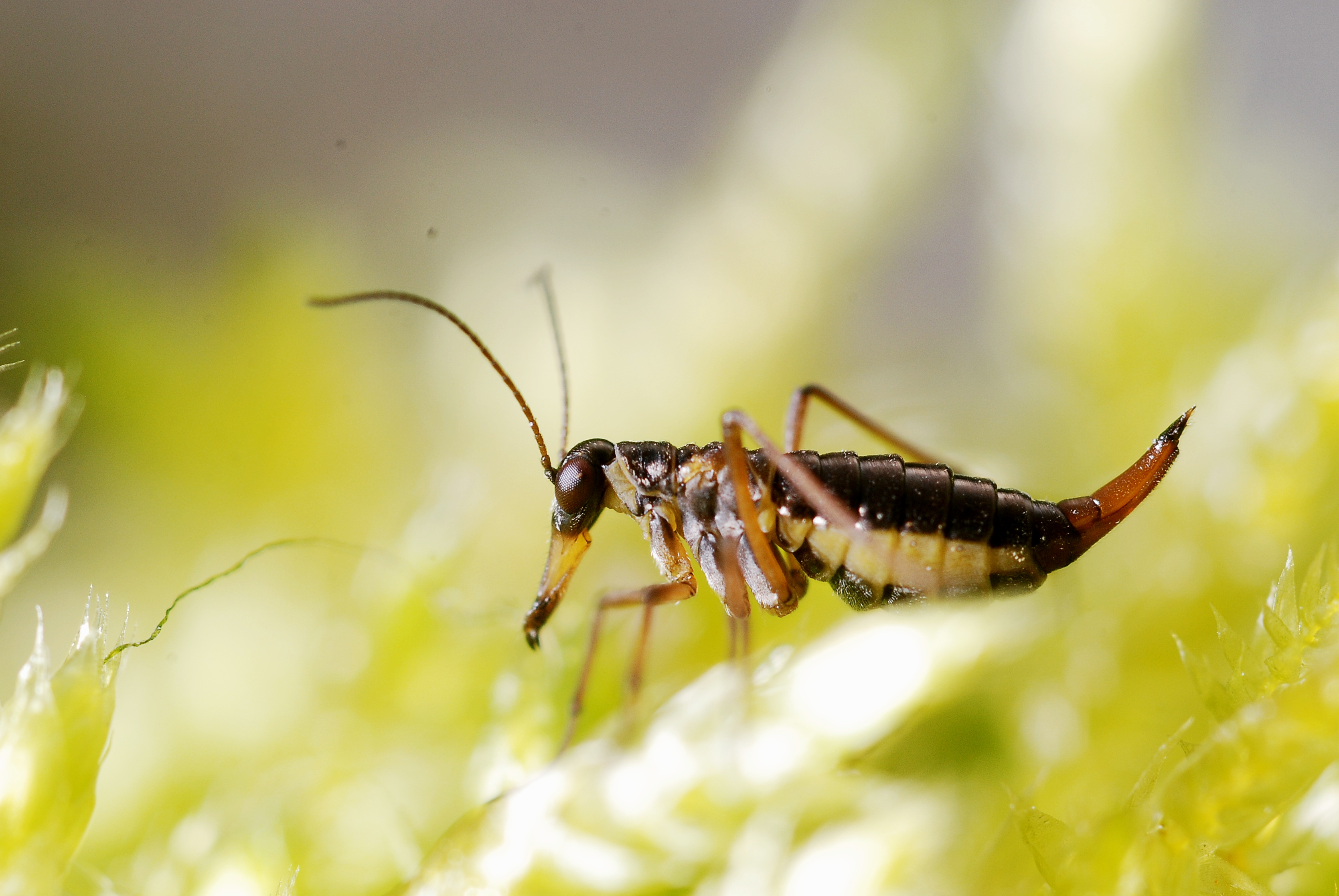
Sneeuwvlo
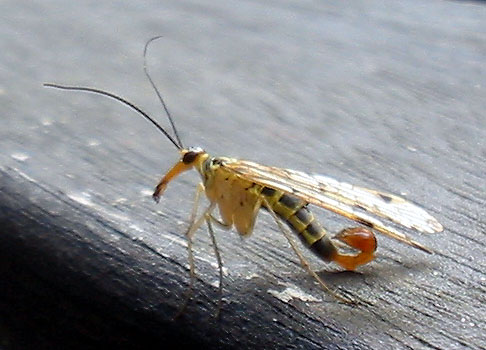
Schorpioenvlieg
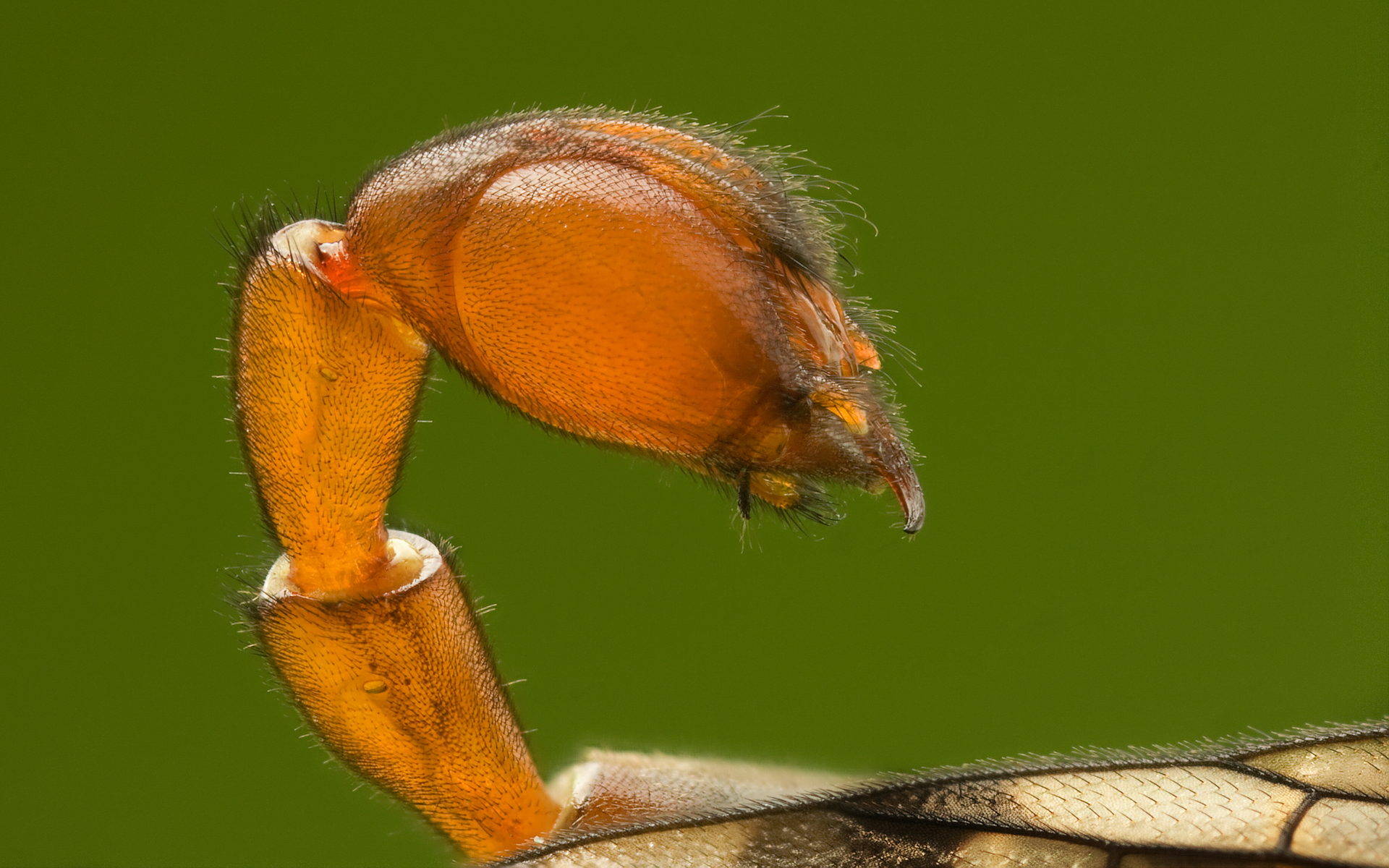
Staart man